# Fred Biletnikoff Award
Der Fred Biletnikoff Award ist ein Preis für den besten Wide Receiver im College Football. Er wird seit 1994 von der Stiftung Tallahassee Quarterback Club Foundation, Inc. (TQCF) verliehen. Der Preis wurde nach Fred Biletnikoff benannt, der am College für die Florida State University auflief und später in der National Football League (NFL) für die Oakland Raiders spielte. Jeder Spieler der NCAA Division I, der einen Pass erfolgreich gefangen hat, kann für den Award nominiert werden, jedoch wurde er bisher ausschließlich Wide Receivern verliehen. Eine Jury bestehend aus 215 Journalisten, Kommentatoren und ehemaligen Spielern wählt den Sieger – somit besitzt kein Stiftungsmitglied ein Stimmrecht.
Die Trophäe besteht aus einer 55 cm hohen goldenen Figur, welche auf einem massiven Marmorsockel befestigt ist, und wiegt 25 kg. Designt wurde sie von Jeff Artz. Sie gilt als der größte und schönste Pokal für einen einzelnen Spieler im College Football, wird im Doak Campbell Stadium in Tallahassee, Florida ausgestellt und hat für das Design mehrere Auszeichnungen gewonnen.

## Gewinner
| Jahr | Gewinner            | Universität    |
| ---- | ------------------- | -------------- |
| 1994 | Bobby Engram        | Penn State     |
| 1995 | Terry Glenn         | Ohio State     |
| 1996 | Marcus Harris       | Wyoming        |
| 1997 | Randy Moss          | Marshall       |
| 1998 | Troy Edwards        | Louisiana Tech |
| 1999 | Troy Walters        | Stanford       |
| 2000 | Antonio Bryant      | Pittsburgh     |
| 2001 | Josh Reed           | LSU            |
| 2002 | Charles Rogers      | Michigan State |
| 2003 | Larry Fitzgerald    | Pittsburgh     |
| 2004 | Braylon Edwards     | Michigan       |
| 2005 | Mike Hass           | Oregon State   |
| 2006 | Calvin Johnson      | Georgia Tech   |
| 2007 | Michael Crabtree    | Texas Tech     |
| 2008 | Michael Crabtree    | Texas Tech     |
| 2009 | Golden Tate         | Notre Dame     |
| 2010 | Justin Blackmon     | Oklahoma State |
| 2011 | Justin Blackmon     | Oklahoma State |
| 2012 | Marqise Lee         | USC            |
| 2013 | Brandin Cooks       | Oregon State   |
| 2014 | Amari Cooper        | Alabama        |
| 2015 | Corey Coleman       | Baylor         |
| 2016 | Dede Westbrook      | Oklahoma       |
| 2017 | James Washington    | Oklahoma State |
| 2018 | Jerry Jeudy         | Alabama        |
| 2019 | Ja’Marr Chase       | LSU            |
| 2020 | DeVonta Smith       | Alabama        |
| 2021 | Jordan Addison      | Pittsburgh     |
| 2022 | Jalin Hyatt         | Tennessee      |
| 2023 | Marvin Harrison Jr. | Ohio State     |
| 2024 | Travis Hunter       | Colorado       |